# العلاقات الغينية اللاوسية
العلاقات الغينية اللاوسية هي العلاقات الثنائية التي تجمع بين غينيا ولاوس.

## مقارنة بين البلدين
هذه مقارنة عامة ومرجعية للدولتين:
| وجه المقارنة                                              | غينيا       | لاوس        |
| --------------------------------------------------------- | ----------- | ----------- |
| المساحة (كم2)                                             | 245.86 ألف  | 236.80 ألف  |
| عدد السكان (نسمة)                                         | 12.72 مليون | 6.86 مليون  |
| الكثافة السكانية (ن./كم²)                                 | 51.74       | 28.97       |
| العاصمة                                                   | كوناكري     | فيينتيان    |
| اللغة الرسمية                                             | لغة فرنسية  | اللغة اللاو |
| العملة                                                    | فرنك غيني   | كيب لاوي    |
| الناتج المحلي الإجمالي (بليون دولار)                      | 10.50 مليار | 16.85 مليار |
| الناتج المحلي الإجمالي (تعادل القوة الشرائية) بليون دولار | 15.24 مليار | 38.71 مليار |
| الناتج المحلي الإجمالي الاسمي للفرد دولار أمريكي          | 531         | 1.82 ألف    |
| الناتج المحلي الإجمالي للفرد دولار أمريكي                 | 1.22 ألف    |             |
| مؤشر التنمية البشرية                                      | 0.411       | 0.575       |
| رمز المكالمات الدولي                                      | +224        | +856        |
| رمز الإنترنت                                              | .gn         | .la         |
| المنطقة الزمنية                                           | 00          | ت ع م+07:00 |

## منظمات دولية مشتركة
يشترك البلدان في عضوية مجموعة من المنظمات الدولية، منها:
| علم المنظمة | اسم المنظمة                        | تاريخ انضمام غينيا | تاريخ انضمام لاوس |
| ----------- | ---------------------------------- | ------------------ | ----------------- |
|             | مؤسسة التنمية الدولية              | 26 سبتمبر 1969     | 28 أكتوبر 1963    |
|             | يونسكو                             | 2 فبراير 1960      | 9 يوليو 1951      |
|             | وكالة ضمان الاستثمار متعدد الأطراف | 5 أكتوبر 1995      | 5 أبريل 2000      |
|             | الأمم المتحدة                      | 12 ديسمبر 1958     | 14 ديسمبر 1955    |
|             | البنك الدولي للإنشاء والتعمير      | 28 سبتمبر 1963     | 5 يوليو 1961      |
|             | منظمة حظر الأسلحة الكيميائية       | ?                  | ?                 |
|             | مؤسسة التمويل الدولية              | 22 أكتوبر 1982     | 29 يناير 1992     |
|             | منظمة الشرطة الجنائية الدولية      | ?                  | ?                 |

## وصلات خارجية
- موقع وزارة الخارجية اللاوسية